# Cazats
Cazats est une commune du Sud-Ouest de la France, située dans le département de la Gironde, en région Nouvelle-Aquitaine.

## Géographie

### Localisation
La commune de Cazats est située dans le Bazadais, en limite de la Haute-Lande-Girondine, à 55 km au sud-est de Bordeaux, chef-lieu du département, à 11 km au sud-sud-est de Langon, chef-lieu d'arrondissement et à 5 km au nord de Bazas, ancien chef-lieu de canton.

### Communes limitrophes
Les communes limitrophes en sont Brouqueyran au nord-est, Bazas au sud, Aubiac à l'ouest-sud-ouest sur à peine 100 mètres, Mazères à l'ouest sur environ un km et Coimères au nord-ouest.
| Coimères |        | Brouqueyran |
| Mazères  | Cazats |             |
| Aubiac   | Bazas  |             |

### Climat
Pour des articles plus généraux, voir Climat de la Nouvelle-Aquitaine et Climat de la Gironde.
Historiquement, la commune est exposée à un climat océanique aquitain.  
En 2020, Météo-France publie une typologie des climats de la France métropolitaine dans laquelle la commune est exposée à un climat océanique et est dans la région climatique  Aquitaine, Gascogne, caractérisée par une pluviométrie abondante au printemps, modérée en automne, un faible ensoleillement au printemps, un été chaud (19,5 °C), des vents faibles, des brouillards fréquents en automne et en hiver et des orages fréquents en été (15 à 20 jours).
Pour la période 1971-2000, la température annuelle moyenne est de 12,6 °C, avec une amplitude thermique annuelle de 15 °C. Le cumul annuel moyen de précipitations est de 861 mm, avec 11,6 jours de précipitations en janvier et 6,8 jours en juillet. Pour la période 1991-2020, la température moyenne annuelle observée sur la station météorologique installée sur la commune est de 13,7 °C et le cumul annuel moyen de précipitations est de 825,5 mm,. Pour l'avenir, les paramètres climatiques de la commune estimés pour 2050 selon différents scénarios d’émission de gaz à effet de serre sont consultables sur un site dédié publié par Météo-France en novembre 2022.
| Mois                                  | jan.          | fév.           | mars          | avril         | mai           | juin          | jui.          | août         | sep.          | oct.          | nov.          | déc.          | année      |
| ------------------------------------- | ------------- | -------------- | ------------- | ------------- | ------------- | ------------- | ------------- | ------------ | ------------- | ------------- | ------------- | ------------- | ---------- |
| Température minimale moyenne (°C)     | 3,1           | 2,7            | 5,1           | 7,6           | 10,4          | 14            | 15,3          | 15,1         | 12,5          | 10,2          | 6,4           | 3,7           | 8,8        |
| Température moyenne (°C)              | 6,3           | 7              | 10            | 12,9          | 15,8          | 19,6          | 21,3          | 21,2         | 18,5          | 15            | 10,2          | 7,1           | 13,7       |
| Température maximale moyenne (°C)     | 9,6           | 11,2           | 14,9          | 18,2          | 21,3          | 25,2          | 27,3          | 27,4         | 24,6          | 19,8          | 13,9          | 10,4          | 18,6       |
| Record de froid (°C) date du record   | −10 13.01.03  | −11,6 09.02.12 | −9,1 01.03.05 | −2,5 07.04.21 | 0,7 06.05.02  | 4,9 01.06.06  | 8,1 11.07.04  | 8,2 31.08.10 | 3,7 26.09.02  | −3,1 25.10.03 | −6,5 17.11.07 | −6,4 17.12.09 | −11,6 2012 |
| Record de chaleur (°C) date du record | 20,4 01.01.22 | 25,2 27.02.19  | 28,8 29.03.23 | 29,5 30.04.05 | 32,5 17.05.06 | 40,1 18.06.22 | 40,4 23.07.19 | 40 04.08.03  | 38,7 12.09.22 | 32,1 02.10.23 | 24,2 06.11.15 | 20,8 31.12.22 | 40,4 2019  |
| Précipitations (mm)                   | 91,7          | 63,2           | 68,3          | 76,4          | 76,5          | 64,1          | 41,9          | 50,9         | 51,2          | 70,4          | 88,2          | 82,7          | 825,5      |

## Urbanisme

### Typologie
Au 1er janvier 2024, Cazats est catégorisée commune rurale à habitat dispersé, selon la nouvelle grille communale de densité à sept niveaux définie par l'Insee en 2022.
Elle est située hors unité urbaine. Par ailleurs la commune fait partie de l'aire d'attraction de Bazas, dont elle est une commune de la couronne,. Cette aire, qui regroupe 18 communes, est catégorisée dans les aires de moins de 50 000 habitants,.

### Occupation des sols

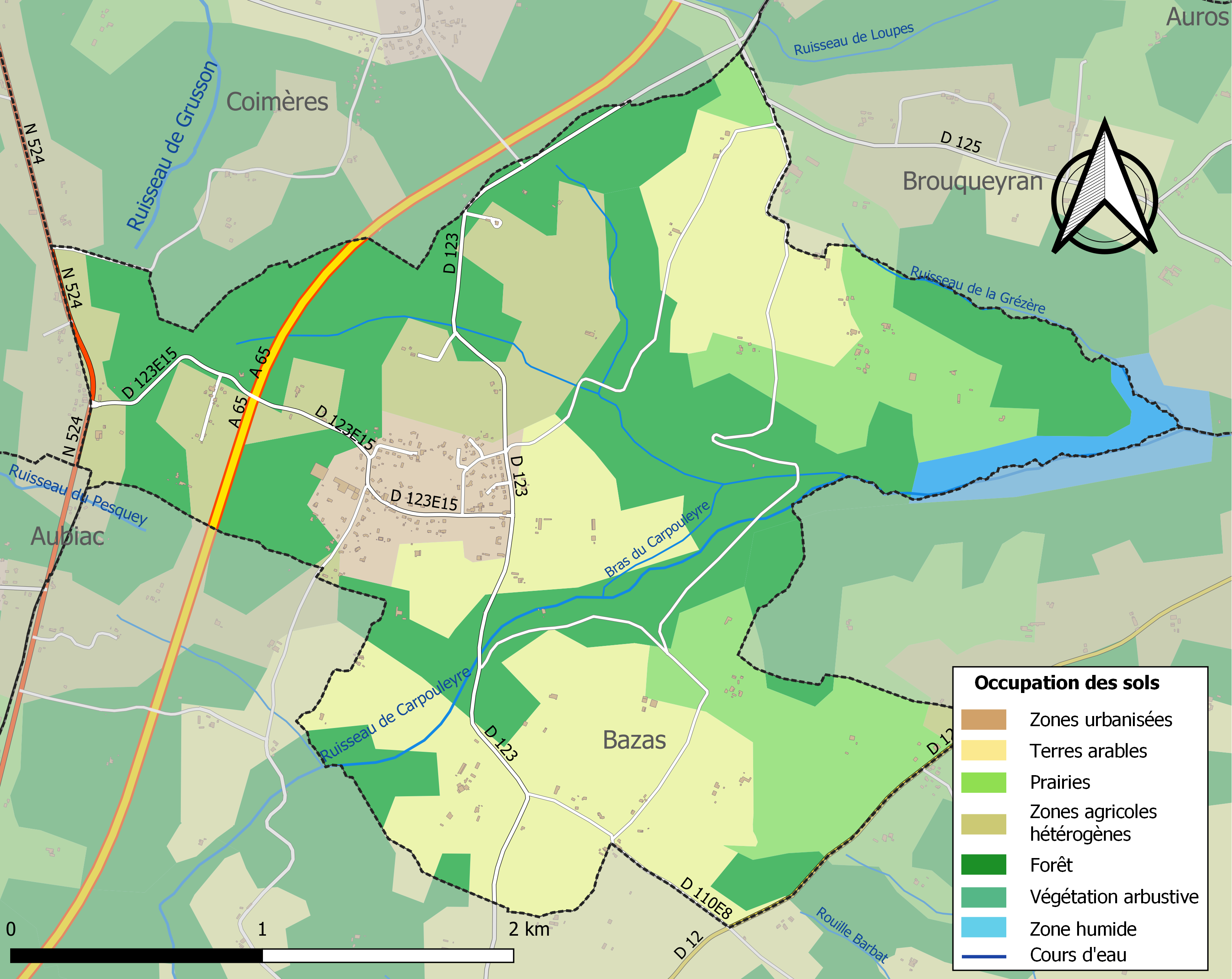
Carte des infrastructures et de l'occupation des sols de la commune en 2018 (CLC).

L'occupation des sols de la commune, telle qu'elle ressort de la base de données européenne d’occupation biophysique des sols Corine Land Cover (CLC), est marquée par l'importance des territoires agricoles (54,4 % en 2018), en diminution par rapport à 1990 (56 %). La répartition détaillée en 2018 est la suivante : 
forêts (38,6 %), terres arables (22,7 %), prairies (14,2 %), zones agricoles hétérogènes (11,8 %), cultures permanentes (5,7 %), zones urbanisées (5,1 %), eaux continentales (1,9 %). L'évolution de l’occupation des sols de la commune et de ses infrastructures peut être observée sur les différentes représentations cartographiques du territoire : la carte de Cassini (XVIIIe siècle), la carte d'état-major (1820-1866) et les cartes ou photos aériennes de l'IGN pour la période actuelle (1950 à aujourd'hui).

### Voies de communication et transports
Les principales voies de communication routière qui traversent la commune sont la route départementale 123 qui relie Castets et Castillon au nord à Bazas au sud et la route départementale 123e15 qui permet de rejoindre la route nationale N524 qui relie Langon au nord-nord-ouest à Bazas au sud.
L'accès no 03, dit de Langon, à l'autoroute A62 (Bordeaux-Toulouse) se situe à 11 km vers le nord-nord-ouest. L'accès no 04, dit de La Réole, est à 19 km vers le nord-est, par Aillas ou par Auros.

L'accès no 1, dit de Bazas, à l'autoroute A65 (Langon-Pau) se situe à 6 km vers le sud-sud-ouest. Cette autoroute travers la partie ouest du territoire communal.
La gare SNCF la plus proche est celle de Langon, à 12 km vers le nord-nord-ouest, sur la ligne Bordeaux - Sète du TER Nouvelle-Aquitaine.

### Risques majeurs
Le territoire de la commune de Cazats est vulnérable à différents aléas naturels : météorologiques (tempête, orage, neige, grand froid, canicule ou sécheresse), inondations et séisme (sismicité très faible). Un site publié par le BRGM permet d'évaluer simplement et rapidement les risques d'un bien localisé soit par son adresse soit par le numéro de sa parcelle.
La commune a été reconnue en état de catastrophe naturelle au titre des dommages causés par les inondations et coulées de boue survenues en 1982, 1999 et 2009,.

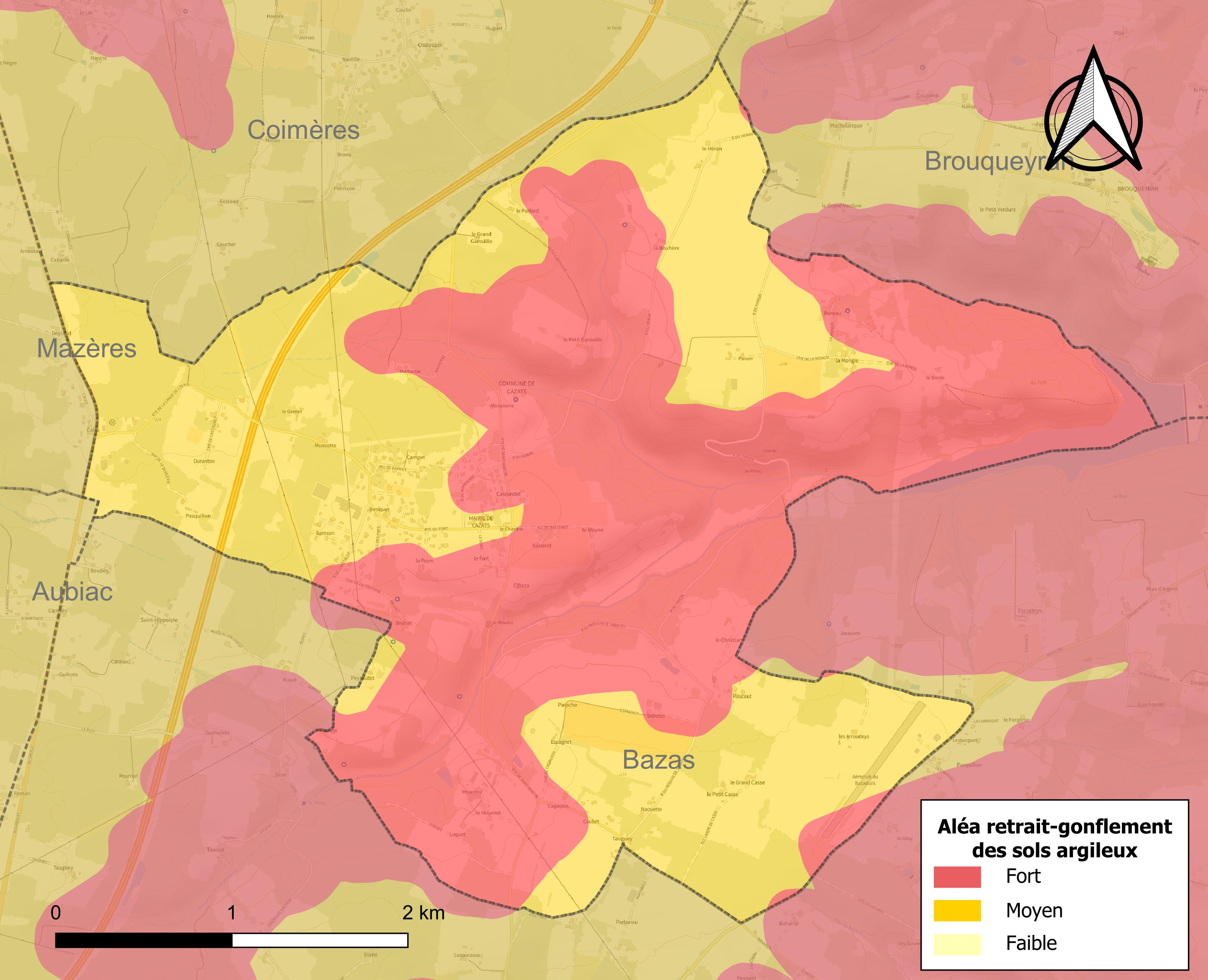
Carte des zones d'aléa retrait-gonflement des sols argileux de Cazats.

Le retrait-gonflement des sols argileux est susceptible d'engendrer des dommages importants aux bâtiments en cas d’alternance de périodes de sécheresse et de pluie. La totalité de la commune est en aléa moyen ou fort (67,4 % au niveau départemental et 48,5 % au niveau national). Sur les 184 bâtiments dénombrés sur la commune en 2019, 184 sont en aléa moyen ou fort, soit 100 %, à comparer aux 84 % au niveau départemental et 54 % au niveau national. Une cartographie de l'exposition du territoire national au retrait gonflement des sols argileux est disponible sur le site du BRGM,.
Par ailleurs, afin de mieux appréhender le risque d’affaissement de terrain, l'inventaire national des cavités souterraines permet de localiser celles situées sur la commune.
Concernant les mouvements de terrains, la commune a été reconnue en état de catastrophe naturelle au titre des dommages causés par des mouvements de terrain en 1999.

## Toponymie
Le nom de la commune provient probablement du mot gascon « casa » qui signifie maison avec le suffixe diminutif « at » pour signifier petite maison ; au pluriel : petites maisons.

En gascon, le nom s'écrit Casats.
Les habitants en sont appelés les Cazadais.

## Histoire
À la Révolution, la paroisse Saint-Martin de Cazats forme la commune de Cazats.

## Politique et administration
Des élections ont eu lieu le 6 septembre 2009 à la suite de la démission du maire Guy Vial élu en 2008. Le même conseil municipal a été élu qui a nommé maire Stéphane Gougeon.
| Période                                  | Période        | Identité         | Étiquette | Qualité |
| ---------------------------------------- | -------------- | ---------------- | --------- | ------- |
| mars 2001                                | septembre 2009 | Guy Vial         |           |         |
| septembre 2009                           | mars 2014      | Stéphane Gougeon |           |         |
| mars 2014                                | mai 2020       | Valérie Gevaert  |           |         |
| mai 2020                                 | En cours       | David Attimont   |           |         |
| Les données manquantes sont à compléter. |                |                  |           |         |

## Démographie
L'évolution du nombre d'habitants est connue à travers les recensements de la population effectués dans la commune depuis 1793. Pour les communes de moins de 10 000 habitants, une enquête de recensement portant sur toute la population est réalisée tous les cinq ans, les populations de référence des années intermédiaires étant quant à elles estimées par interpolation ou extrapolation. Pour la commune, le premier recensement exhaustif entrant dans le cadre du nouveau dispositif a été réalisé en 2005.

En 2022, la commune comptait 402 habitants, en évolution de −4,06 % par rapport à 2016 (Gironde : +6,91 %, France hors Mayotte : +2,11 %).
| 1793 | 1800 | 1806 | 1821 | 1831 | 1836 | 1841 | 1846 | 1851 |
| ---- | ---- | ---- | ---- | ---- | ---- | ---- | ---- | ---- |
| 397  | 308  | 405  | 367  | 442  | 436  | 388  | 393  | 374  |

| 1856 | 1861 | 1866 | 1872 | 1876 | 1881 | 1886 | 1891 | 1896 |
| ---- | ---- | ---- | ---- | ---- | ---- | ---- | ---- | ---- |
| 394  | 351  | 357  | 386  | 388  | 364  | 369  | 335  | 327  |

| 1901 | 1906 | 1911 | 1921 | 1926 | 1931 | 1936 | 1946 | 1954 |
| ---- | ---- | ---- | ---- | ---- | ---- | ---- | ---- | ---- |
| 319  | 343  | 321  | 261  | 298  | 287  | 265  | 233  | 255  |

| 1962 | 1968 | 1975 | 1982 | 1990 | 1999 | 2005 | 2006 | 2010 |
| ---- | ---- | ---- | ---- | ---- | ---- | ---- | ---- | ---- |
| 239  | 225  | 197  | 213  | 211  | 224  | 281  | 294  | 294  |

| 2015 | 2020 | 2022 | - | - | - | - | - | - |
| ---- | ---- | ---- | - | - | - | - | - | - |
| 410  | 400  | 402  | - | - | - | - | - | - |

## Lieux et monuments
- L'église Saint-Martin, de style roman, a été remaniée au XVe siècle. Le clocher-pignon avec galerie est caractéristique du Bazadais. L'église conserve des fresques polychromes restaurées en 1998[25].

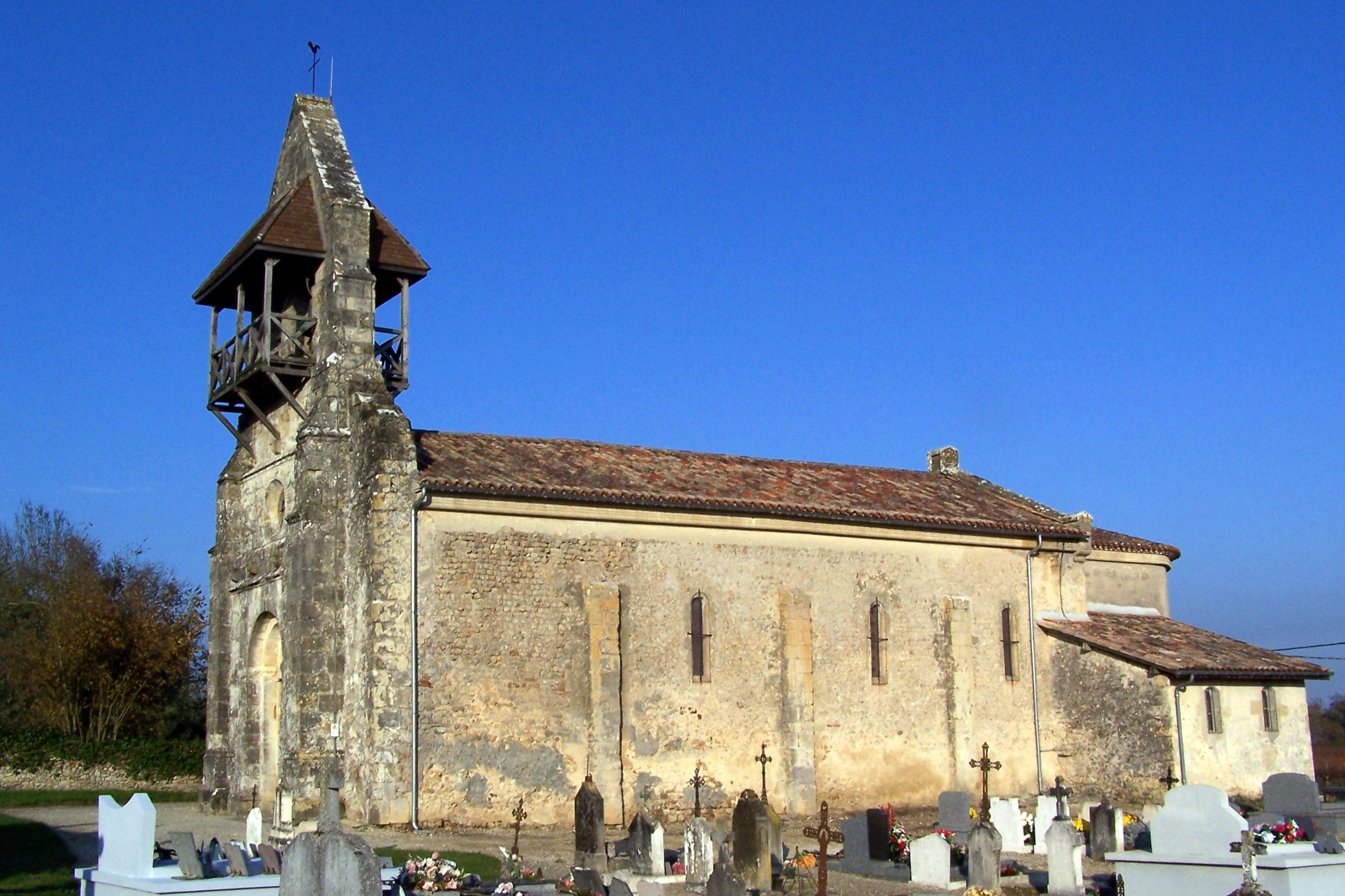
Vue latérale de l'église Saint-Martin (nov. 2010)
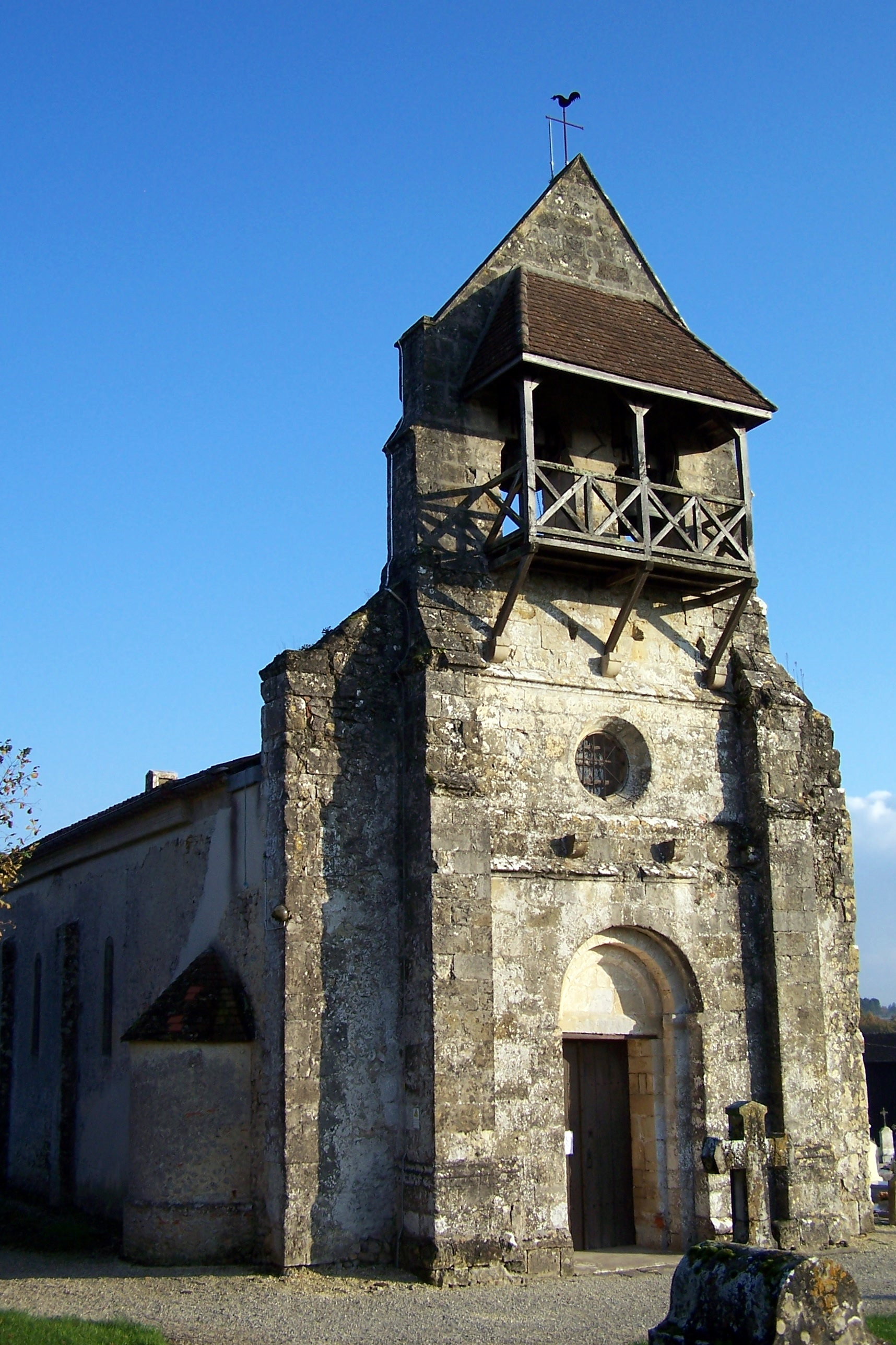
Façade de l'église (nov. 2010)
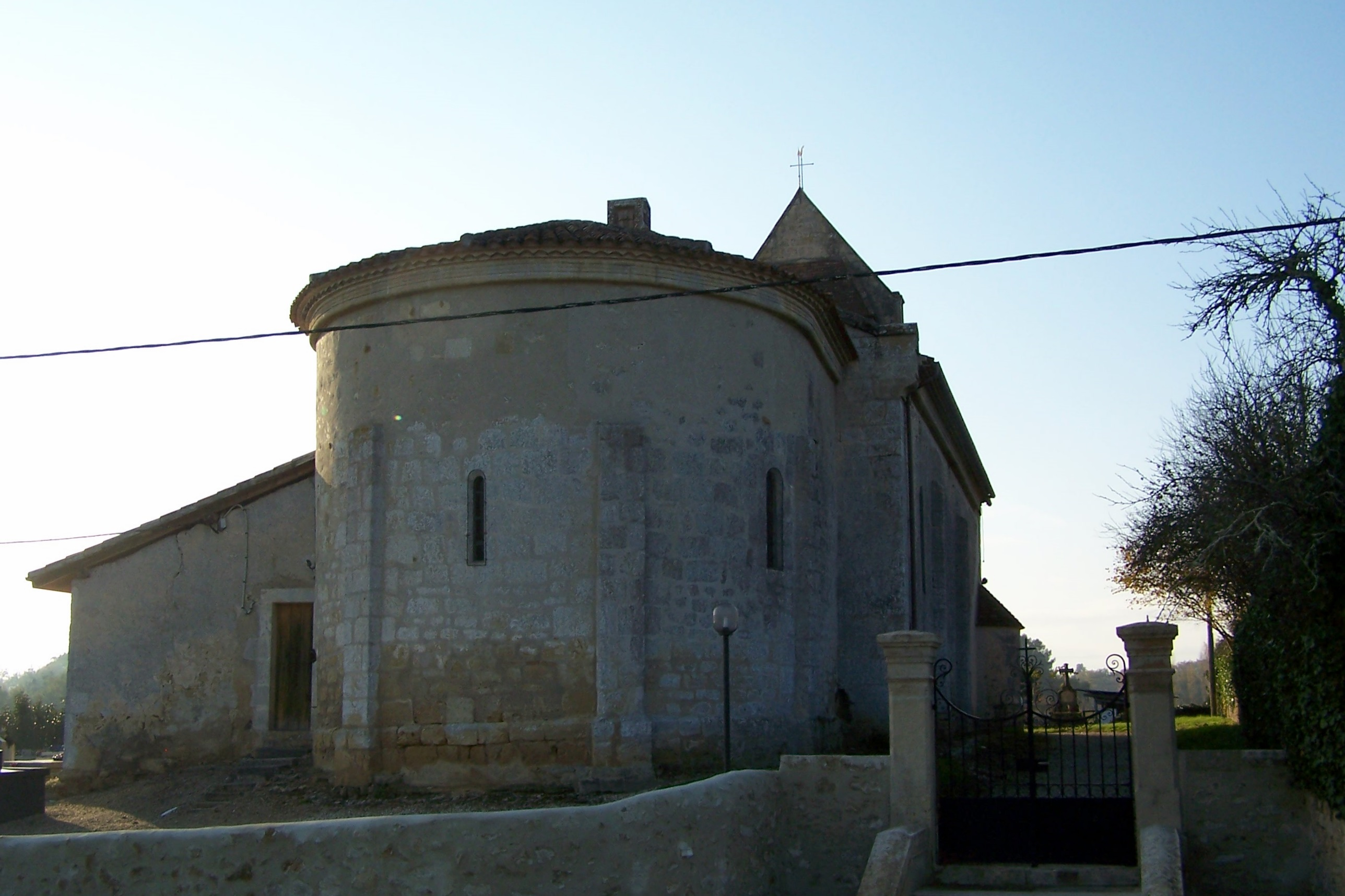
Le chevet de l'église (nov. 2010)
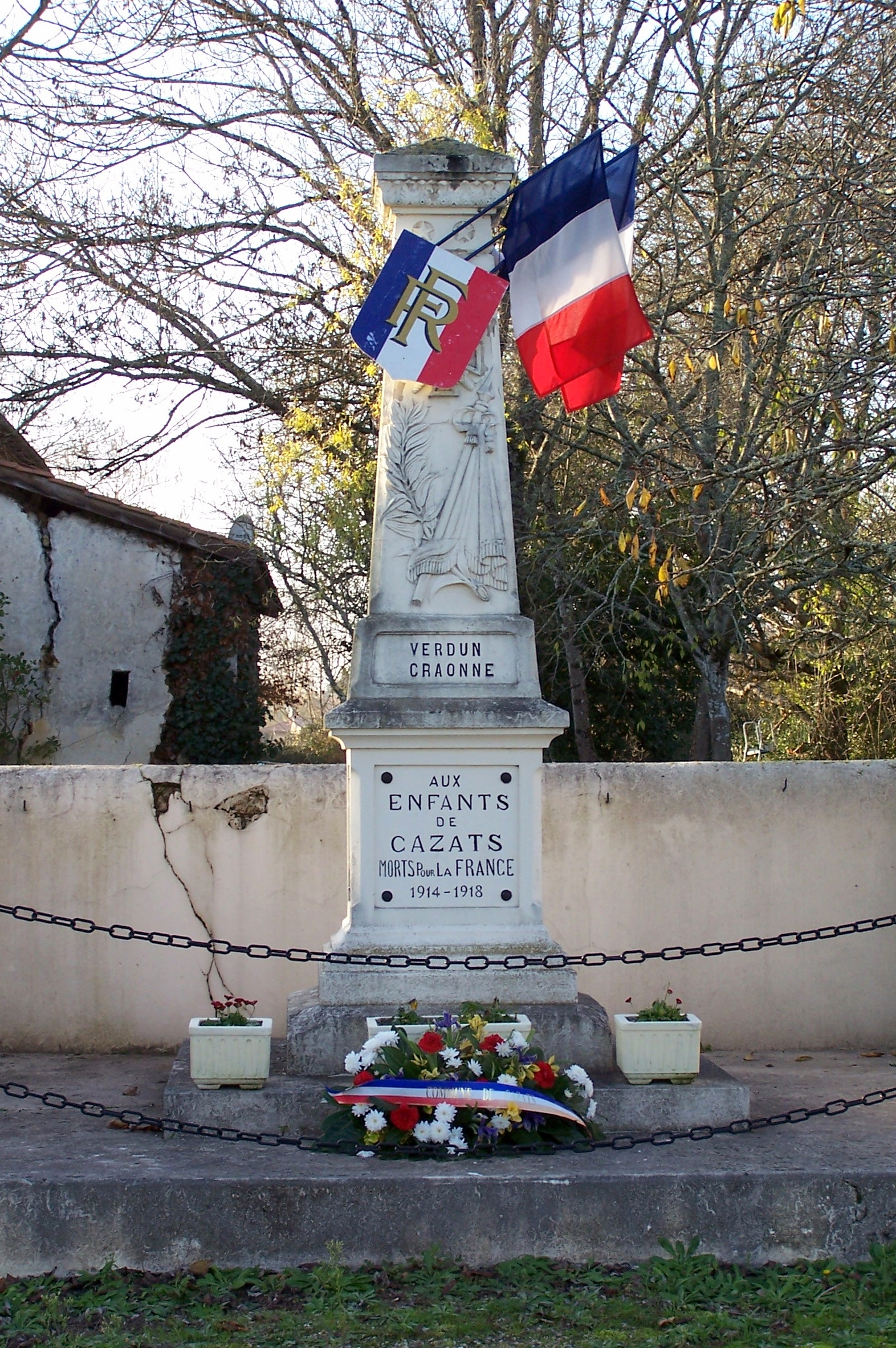
Le monument aux morts, le long de la D123 (nov. 2010)